# Idioma myene
El idioma myene es un conjunto de variedades dentro de las lenguas bantúes estrechamente relacionadas habladas en Gabón por alrededor de 46.000 personas. Es quizás la más divergente de las lenguas bantúes estrechas, aunque Nurse & Philippson (2003) lo colocan adentro con las Lenguas tsogo (B.30). Las variedades más distintivas son Mpongwe (Pongoué), Galwa ( Galloa) y Nkomi.

## Etnia
El idioma es hablado por los Myene (Mpongwe, Nkomi, Galwa), y los Pigmeos bongo.